# Classificació PANOSE
El Sistema PANOSE és un mètode per classificar tipografies només segons les seves característiques visuals. Va ser creat per en Benjamin Bauermeister. Aquesta pot servir per identificar una font desconeguda a partir de la imatge d'una mostra o per comparar una font ja coneguda a la seva veïna més pròxima visualment dins d'un conjunt de fonts. La paraula PANOSE es forma a partir de lletres agafades de les sis classes en les quals el creador del sistema va organitzar l'alfabet llatí.
- Grup de lletres amb cantonades rectes i parts rodones (B, D, J, P, R)
- Grup de lletres amb diagonals (A, V, W, Z)
- Grup de lletres quadrades (H, K, M, N, X)
- Grup de lletres rodones (C, G, O, Q)
- Grup de lletres semi-rodones (S, U)
- Grup de lletres semi-quadrades (E, F, L, T, Y)

El sistema PANOSE original va ser creat el 1985 per Benjamin Bauermeister. El 1988, va ser publicat per Van Nostrand Reinhold Company Inc. sota el títol de Un Manual de Tipografia Comparativa: El Sistema PANOSE. Aquesta versió inicial del sistema PANOSE consistia en set categories de classificació i estava basada en paràmetres visuals subjectius. El 1990, la categoria de Pes va ser afegida i la categoria Estil de braç va ser separada de la categoria de Variació de traçat, passant a ser 9 el nombre de categories. Aquest cop també va ser afegit un criteri de classificació objectiu. El 1991, la categoria de Classe de família va ser afegida, completant la definició de PANOSE 1.0. El 1992, va haver-hi intents de classificar el tipus de lletra Han ideogràfica, una classificació la qual permetés a les aplicacions indicar el tipus de lletra llatina més adequat perquè coincidís amb un determinat tipus de lletra Han ideogràfica. El mapeig Transliteral també podria ser utilitzat per comparar entre, per exemple, aparences decoratives o de cal·ligrafia i els equivalents de text. El 1993, Mapper Application Interface (MAI) va ser creada. El mateix any també es va llançar PANOSE 2.0, la qual és la base per la tecnologia de síntesis de fonts de Hewlett Packard, Infinifont. PANOSE va ser incorporada a una varietat d'etiquetes de fonts digitals de metadades el 1992 per ElseWare Corporation. El sistema de classificació, comparava algorismes amb relació a bases de dades i paràmetres de classificació, les marques van ser adquirides per Hewlett Packard el 1995. Un motor de síntesi de la font anomenat Infinifont també va ser comprat per Hewlett Packard en aquell moment.

## Revisió 1.0
Va ser publicada el 1988. Un nombre de classificació PANOSE consta de 10 valors posats un després de l'altre. Cada valor d'una determinada categoria es calcula a partir d'una mesura visual específica, com ara el pes de la font i la presència o absència de serifes. Els valors especials 'Any' (0) i 'No Fit' (1) existeixen per a totes les categories. 'Any' significa que coincideixi amb qualsevol dígit dels dígits disponibles.'No Fit' vol dir que l'element que s'està classificant no encaixa dins del sistema actual. Existeixen diferents definicions per les categories: Text Llatí, Escriptura a mà Llatina, Decoratius Llatins, Símbols Llatins, Iconogràfic, Text Japonès, Text Ciríl·lic i Hebreu.
El sistema PANOSE està conformat per deu nombres hexadecimals, cadascun representa una característica. Depenent de la classe de família (primer dígit), els següents nou dígits poden representar diferents característiques, per a la classe de família "Text Llatí" (número 2), els dígits representen el següent:
- El primer dígit representa la classe de família.
- El segon dígit representa el tipus de serifa, (adorn en els extrems).
- El tercer dígit representa el pes.
- El quart dígit representa la proporció.
- El cinquè dígit representa el contrast.
- El sisè dígit representa la variació de traç.
- El setè dígit representa l'estil de braç.
- El vuitè dígit representa la forma de la lletra.
- El novè dígit representa la línia mitjana.
- El desè dígit representa el pes-X.

### Exemple
Per exemple, el reconegut tipus de lletra Times New Roman segons PANOSE té la següent descripció:
| Classe de família | 2 (Text Llatí)                                                 |
| Estil de Serifa   | 2 (Cove: connexió amb l'asta suavitzada per traços arrodonits) |
| Pes               | 6 (Mig)                                                        |
| Proporció         | 3 (Moderna)                                                    |
| Contrast          | 5 (Mitjà - baix)                                               |
| Variació de traç  | 4 (Transicional)                                               |
| Estil de braç     | 5 (Braços rectes)                                              |
| Forma de lletra   | 2 (Rodona)                                                     |
| Línia mitjana     | 3 (Estàndard)                                                  |
| Alçada-X          | 4 (Extensa)                                                    |

## Revisió 2.0
El sistema realment emmagatzema dades de mesurament sota el Rich Font Description (RFD) més que llistant-les, el qual permet el sistema de comparació fer servir distàncies matemàtiques envers taules predeterminades. El sistema de classificació original va passar de ser un sistema basat en llistes a un sistema aritmètic (amb excepció de la Família de PANOSE 1.0 i derivats). Algunes categories van ser expandides. Cada valor per categoria de PANOSE 2.0 és un nombre de 16 bits, on el valor 0 és considerat 'normal'. Per exemple, el Pes amb un dígit igual a zero representa un pes mitjà. Per altra banda el valor "Qualsevol" per PANOSE 1.0 és traduït al paràmetre 'No importa' i és substituït per la font variant més completa. La categoria de Família és substituïda per Classe i Gènere, on Classe indica el llenguatge de la font i els caràcters i Gènere indica els símbols, etcètera. El programari PANOSE està dissenyat per comparar fonts amb diferents Classes, però amb el mateix Gènere.